# Mata-Hari, agente segreto H21
Mata Hari, agente segreto H21 (Mata Hari, agent H21) è un film del 1964 diretto da Jean-Louis Richard.

## Trama
Nel 1914 allo scoppio della prima guerra mondiale Mata Hari, una bella danzatrice esotica, viene arruolata come spia dai tedeschi. Su ordine di un certo Ludovico, ella attira in casa sua l'ufficiale francese François Lassalle, detentore di preziosi documenti dei quali lei vorrebbe impossessarsi, cosa che le riesce ma intanto s'innamora di lui.
Incaricato di una nuova missione e terribilmente geloso, François rompe la relazione. Mata Hari si rifugia in Spagna, ma poi torna in Francia per cercare di rivedere François. Questi intanto, sorpreso da una pattuglia tedesca, viene ucciso. Mata Hari, tradita dagli stessi tedeschi, viene incarcerata dai francesi, processata e fucilata nel fossato del castello di Vincennes.